# Liste der denkmalgeschützten Objekte in Rosenau am Hengstpaß
Die Liste der denkmalgeschützten Objekte in Rosenau am Hengstpaß enthält die 6 denkmalgeschützten, unbeweglichen Objekte der Gemeinde Rosenau am Hengstpaß im Bezirk Kirchdorf (Oberösterreich).

## Denkmäler
| Foto |                 | Denkmal                                                                      | Standort                                      | Beschreibung | Metadaten |
| ---- | --------------- | ---------------------------------------------------------------------------- | --------------------------------------------- | --- | --- |
| ja   | Datei hochladen | Gasthaus, ehem. Aufseherhaus, sog. Gölzhaus HERIS-ID: 75186 Objekt-ID: 88664 | Bodinggraben 2 Standort KG: Rosenau           | Das Aufseherhaus wurde 1757 erstmals erwähnt. Nach der Renovierung durch die Österreichischen Bundesforste wurde darin die Ausstellung „Hirsche und heimliche Jäger“ untergebracht. Während der Sommermonate dient es als Gasthaus für die Besucher des Nationalparks Kalkalpen. | BDA-Hist.: Q38138517 Status: § 2a Stand der BDA-Liste: 2025-06-30 Name: Gasthaus, ehem. Aufseherhaus, sog. Gölzhaus GstNr.: .240/1                                                     |
| ja   | Datei hochladen | Krafthaus HERIS-ID: 75187 Objekt-ID: 88665                                   | gegenüber Bodinggraben 2 Standort KG: Rosenau | Ein kleines Wasserkraftwerk, eine Fotovoltaikanlage und ein gasbetriebenes Blockheizkraftwerk liefern Strom und Wärme für das gesamte Ensemble. In dem ehemaligen Stallgebäude befindet sich die Steueranlage für diese drei Energiequellen. | BDA-Hist.: Q38138528 Status: § 2a Stand der BDA-Liste: 2025-06-30 Name: Krafthaus GstNr.: .243                                                                                         |
| ja   | Datei hochladen | Anna-Kapelle HERIS-ID: 75190 Objekt-ID: 88668                                | bei Dambach 15 Standort KG: Rosenau           | Die Kapelle wurde 1843 von der Familie Zeitlinger errichtet und der hl. Rosalia geweiht. 1878 kauften die Grafen Lamberg alle privaten Immobilien im Bodinggraben, darunter auch die Rosaliakapelle. Der Name Annakapelle erinnert an die Gattin von Franz Emerich Reichsgraf vom Lamberg. Eine von Holzsäulen getragene Laube ist der spätbiedermeierlichen Kapelle vorgesetzt. Die Bemalung ist barock und zeigt die hll. Petrus und Paulus, die hl. Rosalia, Szenen aus der Bibel, dem Marienleben, sowie scheinarchitektonische Motive. Auf dem Gitter aus Schmiedeeisen finden sich unter anderem die Initialen der Familie Zeitlinger. | BDA-Hist.: Q38138554 Status: § 2a Stand der BDA-Liste: 2025-06-30 Name: Anna-Kapelle GstNr.: .240/3 Anna-Kapelle (Rosenau am Hengstpaß)                                                |
| ja   | Datei hochladen | Forstamtsgebäude, sog. Adjunktenstöckl HERIS-ID: 75185 Objekt-ID: 88663      | Bodinggraben 3 Standort KG: Rosenau           | Die Grafen Lamberg ließen das kleine Haus im Jahre 1843 als Behausung für die Forstadjunkten und Revierjäger errichten. | BDA-Hist.: Q38138504 Status: § 2a Stand der BDA-Liste: 2025-06-30 Name: Forstamtsgebäude, sog. Adjunktenstöckl GstNr.: .252                                                            |
| ja   | Datei hochladen | Lamberg´sches Forsthaus und Nebengebäude HERIS-ID: 75188 Objekt-ID: 88666    | Bodinggraben 6 Standort KG: Rosenau           | Das Haus entstand 1830 und war vorerst Dienstsitz der Jäger und Unterkunft für Jagdgäste. 1879 baute die Herrschaft Lamberg den Steinbau in ein großzügiges Blockhaus um. Die Inneneinrichtung aus dieser Zeit hat man weitgehend im Hause belassen. Das Anwesen wurde bis 1936 nur von den Grafen Lamberg und ihren Gästen genutzt. Das Haus mit den zahlreich vorhandenen Einrichtungsgegenständen ist ein für Oberösterreich einzigartiges Baudenkmal. Es wird nun vom Nationalparkbetreuer des Nationalparks Kalkalpen bewohnt. | BDA-Hist.: Q38138542 Status: § 2a Stand der BDA-Liste: 2025-06-30 Name: Lamberg´sches Forsthaus und Nebengebäude GstNr.: .244/3, .244/2 Lamberg´sches Forsthaus (Rosenau am Hengstpaß) |
| ja   | Datei hochladen | Kath. Filialkirche HERIS-ID: 75052 Objekt-ID: 88520                          | gegenüber Hauptstraße 12 Standort KG: Rosenau | Die Kirche von Rosenau am Hengstpaß wurde in den Jahren 1949–1950 nach Plänen von Hans Foschum errichtet. Das Stift Schlierbach spendete den Hochaltar der aus der zweiten Hälfte des 18. Jahrhunderts stammt. Eine Statue des hl. Antonius von Padua und eine Madonna mit Kind ließ die Kirchengemeinde im Grödner Tal herstellen. | BDA-Hist.: Q23759291 Status: § 2a Stand der BDA-Liste: 2025-06-30 Name: Kath. Filialkirche GstNr.: .294                                                                                |